# Cine Strand
El Cine Strand (en inglés: Strand Cinema) es un cine de cuatro pantallas independientes en Belfast, en Irlanda del Norte en el Reino Unido. Es uno de los dos cines independientes que quedan en Belfast, junto a Cine Teatro de la Reina. Se encuentra en la carretera de Holywood. Durante mucho tiempo ha sido aclamado por ser uno de los cines más baratos en Belfast. Inaugurado en 1935, el diseño del cine fue influenciado por su proximidad con el astillero cercano de Harland y Wolff, con paredes curvas y un vestíbulo.